# Pegesimallus claelius
Pegesimallus claelius là một loài ruồi trong họ Asilidae. Pegesimallus claelius được Walker miêu tả năm 1849.